# La Flor, Chiapas
La Flor är en ort i Mexiko.   Den ligger i kommunen Tuzantán och delstaten Chiapas, i den sydöstra delen av landet, 900 km sydost om huvudstaden Mexico City. La Flor ligger 126 meter över havet och antalet invånare är 598.
Terrängen runt La Flor är varierad. Runt La Flor är det ganska tätbefolkat, med 207 invånare per kvadratkilometer. Närmaste större samhälle är Huixtla, 2,7 km väster om La Flor. I omgivningarna runt La Flor växer i huvudsak städsegrön lövskog.